# Saint-Ouen-sur-Gartempe
Saint-Ouen-sur-Gartempe (tiếng Occitan: Sent Oen) là một xã của tỉnh Haute-Vienne, thuộc vùng Nouvelle-Aquitaine, miền trung nước Pháp.